# Iglesia Samshvilde Sioni
La iglesia Samshvilde Sioni (en georgiano: სამშვილდის სიონი) es una catedral cristiana medieval en ruinas y una de las principales características arquitectónicas del sitio histórico de Samshvilde en la región de Kvemo Kartli, Georgia. Como un edificio con cúpula centralizada con santuario, ábside y pastoforio, la iglesia fue construida entre 759 y 777. Actualmente está en ruinas y solo quedan fragmentos del muro oriental. Está inscrita en la lista de los Monumentos culturales inamovibles de importancia nacional de Georgia.

## Historia

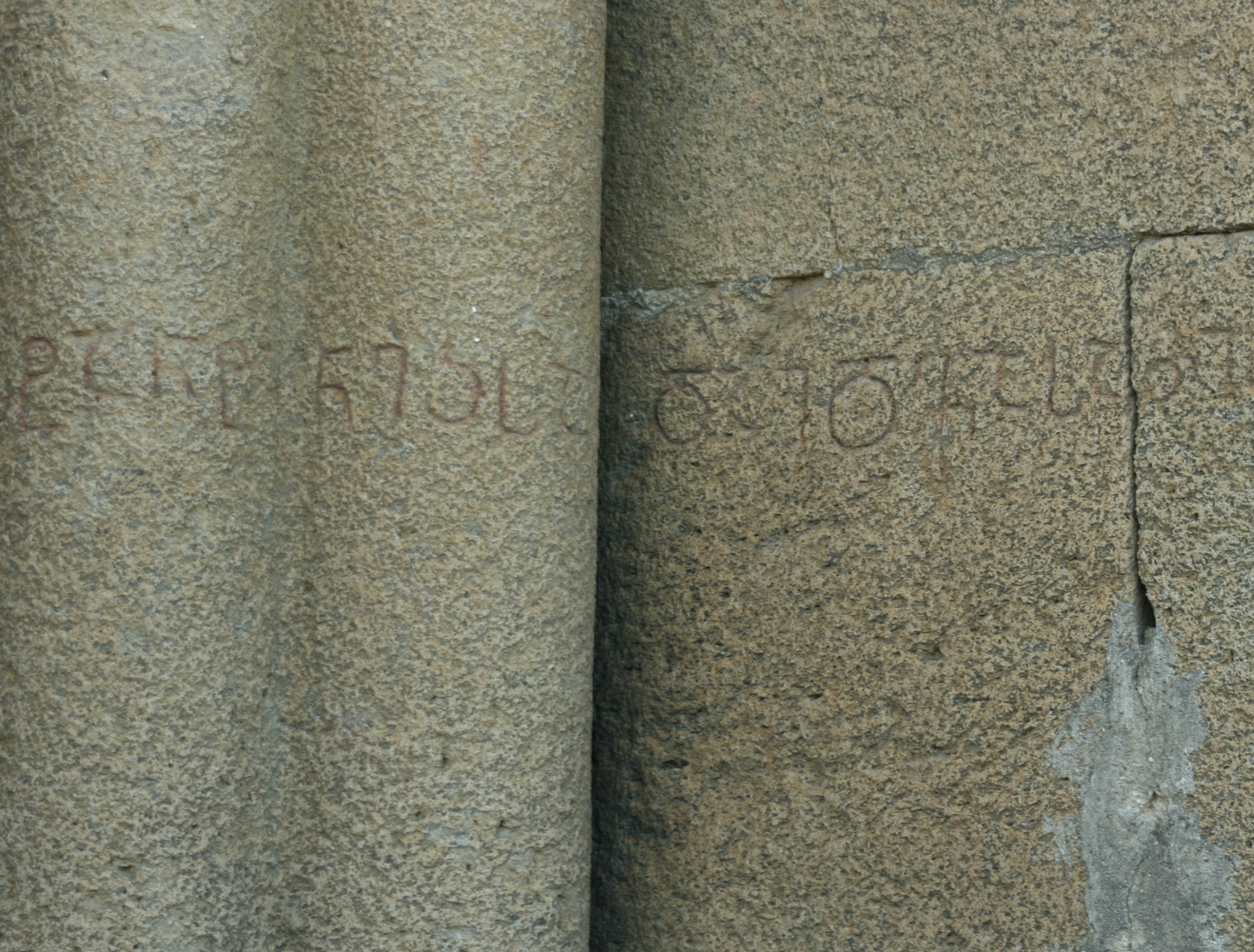
Inscripción georgiana del.

La iglesia es parte del sitio histórico de Samshvilde, que se centra en una ubicación fortificada naturalmente, un terreno rocoso en la confluencia de los ríos Khrami y Chivchavi, 4   km al sur de la ciudad de Tetritsq'aro. Siguiendo una tradición georgiana medieval de nombrar iglesias según lugares particulares en Tierra Santa, la catedral lleva el nombre del Monte Sion en Jerusalén. Las primeras crónicas georgianas medievales atribuyen a la Reina Sagdukht de Kartli del siglo V, la Iberia de las fuentes clásicas, la fundación de la iglesia de Sioni en Samshvilde; los arqueólogos no han podido localizar los restos de esta iglesia.
Los fragmentos existentes de la iglesia de Sioni datan del período 759-777, según lo sugerido por una inscripción en escritura asomtavruli, de la fachada oriental mejor conservada, que contiene referencias a los emperadores bizantinos contemporáneos Constantino V y Leo IV. Khazar.

## Diseño

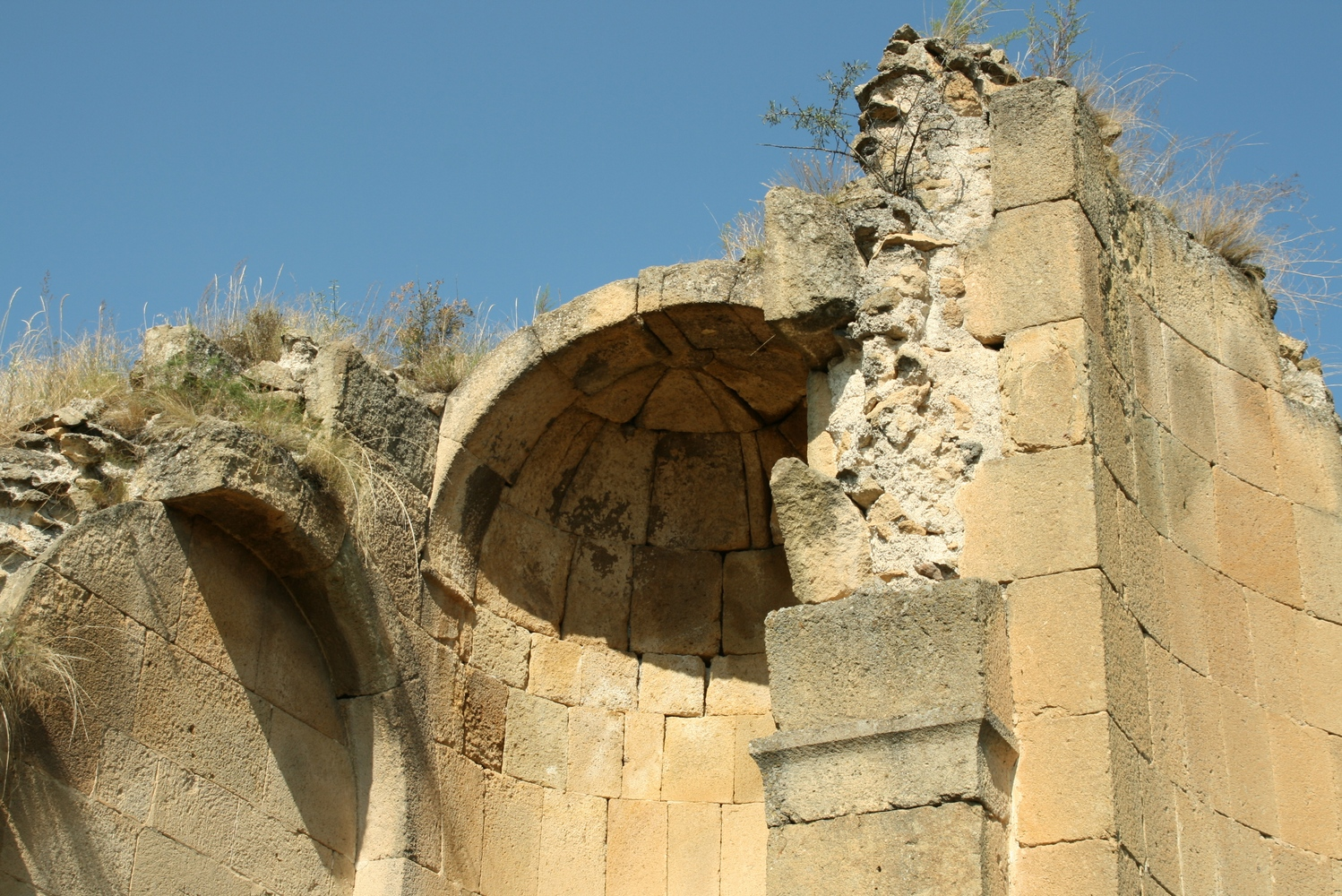
Ruinas de la iglesia

La iglesia está construida con bloques de arenisca amarilla cuidadosamente labrada y mide externamente 24 × 24 metros. Es un edificio de tres naves con una cúpula ubicada en el centro, con una planta rectangular. La iglesia de Samshvilde tiene marcadas similitudes con la iglesia de Tsromi en Shida Kartli en su plan y concepción, pero aquí, a diferencia de Tsromi, dos largas galerías ambulatorias corrían por el sur y el norte, terminando en capillas separadas (eukterion) en el este.
La cúpula descansaba sobre el cruce de ejes longitudinales y transversales y estaba soportada por cuatro pilares independientes. La transición de la bahía cuadrada al círculo de la cúpula se realizó a través de trompas. Los ábsides laterales se comunicaban abiertamente con el santuario y la bahía central en lugar de formar cámaras individuales. Además de la inscripción del siglo VIII, hay otra inscripción georgiana, muy dañada, casi ilegible en la fachada sur y, al lado, un fragmento en armenio que identifica a Gevorg III Loretsi (r. 1069-1072).